# Görényluk-barlang
A Görényluk-barlang a Duna–Ipoly Nemzeti Parkban elhelyezkedő Pilis hegységben található egyik barlang.

## Leírás
A barlang Pilisjászfalu külterületén, a Nagy-Somlyó felhagyott kőfejtőjének bejáratánál található sziklacsonk K-i falában helyezkedik el. Kb. 320 m tszf. magasságban, a bányatalptól kb. 20 m-rel magasabban nyílik. A kb. 1 m átmérőjű bejáratához meredek, labilis törmeléklejtőn lehet eljutni. A barlang bejárata körül néhány méteres körzetben sok jellegzetes melegvizes kiválás látható a bányaműveléssel szabadba került falon.
A befelé induló járat falait is gazdagon, néhány helyen 15 cm vastagon fedi a sárgás, áttetsző, karfiolszerű kristályos kalcitbevonat. A Görényluk-barlang nyomás alatti hévíz alakította barlang ága volt, de teljesen levált a fő üregről. Levegője nagyon száraz.
2003-ban volt először Görényluk-barlang néven leírva a barlang. Előfordul irodalmában Görény-lika (Szabó 1995), Görény-lika-barlang (Szabó 2002) és Görény-lyuk-barlang (Tarsoly 2013) neveken is. A Poligon Barlangkutató Geológiai Hidrológiai Egyesület tagjai az általuk 1995-ben felfedezett barlangnak a Görény-lika nevet adták.

## Kutatástörténet
A Poligon Barlangkutató Geológiai Hidrológiai Egyesület 1995. évi jelentése szerint 1995. december 3-án a egyesület tagjai a jászfalui kutatási területükön, a Felső-Somlyó-hegy felhagyott kőfejtőjének bejáratánál lévő sziklacsonk K-i falában egy addig ismeretlen üregre figyeltek fel. Hűvös András az épphogy emberméretű, szűk kuszodába bemászva egy, a járattalp porában fekvő kisragadozó múmiát talált.
A tetem Hűvös András szerint valószínűleg nyest, vagy nyuszt maradvány lehetett. Emiatt adták az egyesület tagjai a barlangnak a Görény-lika nevet. Később meg lett állapítva, hogy a tetem valószínűleg nyesttetem. A jelentésben van egy 1:50.000 méretarányú térkép, amelyen jelölve van a barlang földrajzi elhelyezkedése. A kéziratban látható a mumifikálódott tetem fényképe. A 2002. évi MKBT Tájékoztatóban szó van arról, hogy 1995-ben a POLIGON Barlangkutató Geológiai Hidrológiai Egyesület feltárta a Görény-lika-barlangot, amely a Nagy-Somlyó felhagyott bányájában található.
A barlang a nevét a benne talált nagyon jó állapotú, mumifikálódott tetem miatt kapta. Később majdnem biztossá vált, hogy a tetem nyuszttetem. 2003-ban Kovács Richárd (Barlangtani Osztály) készítette el alaprajz térképét egy keresztmetszettel a 4840-201 barlangkataszteri számú Görényluk-barlangnak. A felmérés alapján a barlang 5 m hosszú és 2 m magas. Tarsoly Péter 2013-ban készült kézirata szerint egy görénylyuk nevű barlang egyaránt lehet kis kiterjedésű üreg, szövevényes térlabirintus, de víznyelőbarlang is, tehát a név nem utal a barlang kialakulására, pl. a Görény-lyuk-barlang (4840-201) esetében sem.